# Anse aux Pins

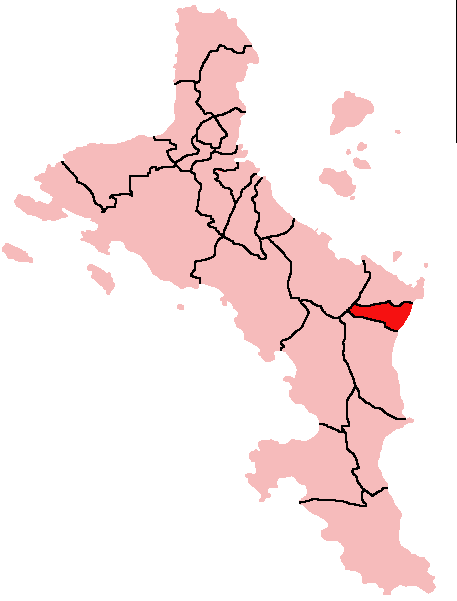
Położenie dystryktu Anse aux Pins na wyspie Mahé

Anse aux Pins – dystrykt we wschodniej części wyspy Mahé należącej do archipelagu Seszeli. Do dystryktu należy także sztuczna wyspa Ile Soleil.  

## Geografia
Anse aux Pins znajduje się we wschodniej części wyspy Mahé. Graniczy z dystryktami Cascade, Pointe La Rue i Au Cap. Dzieli się na dziewięć poddystryktów: Anse Faure, Anse Aux Pins Central, Bodamien, Cayole, Ramo, Berlin, Capucin, Anse Aux Pins Reef Estate oraz Ile Soleil.

## Demografia

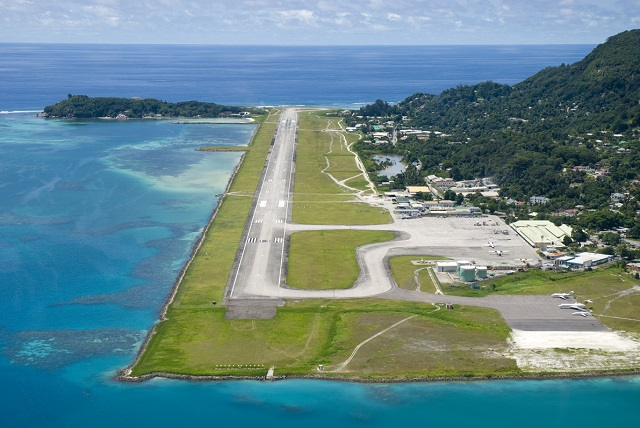
Pas startowy Portu lotniczego Mahé

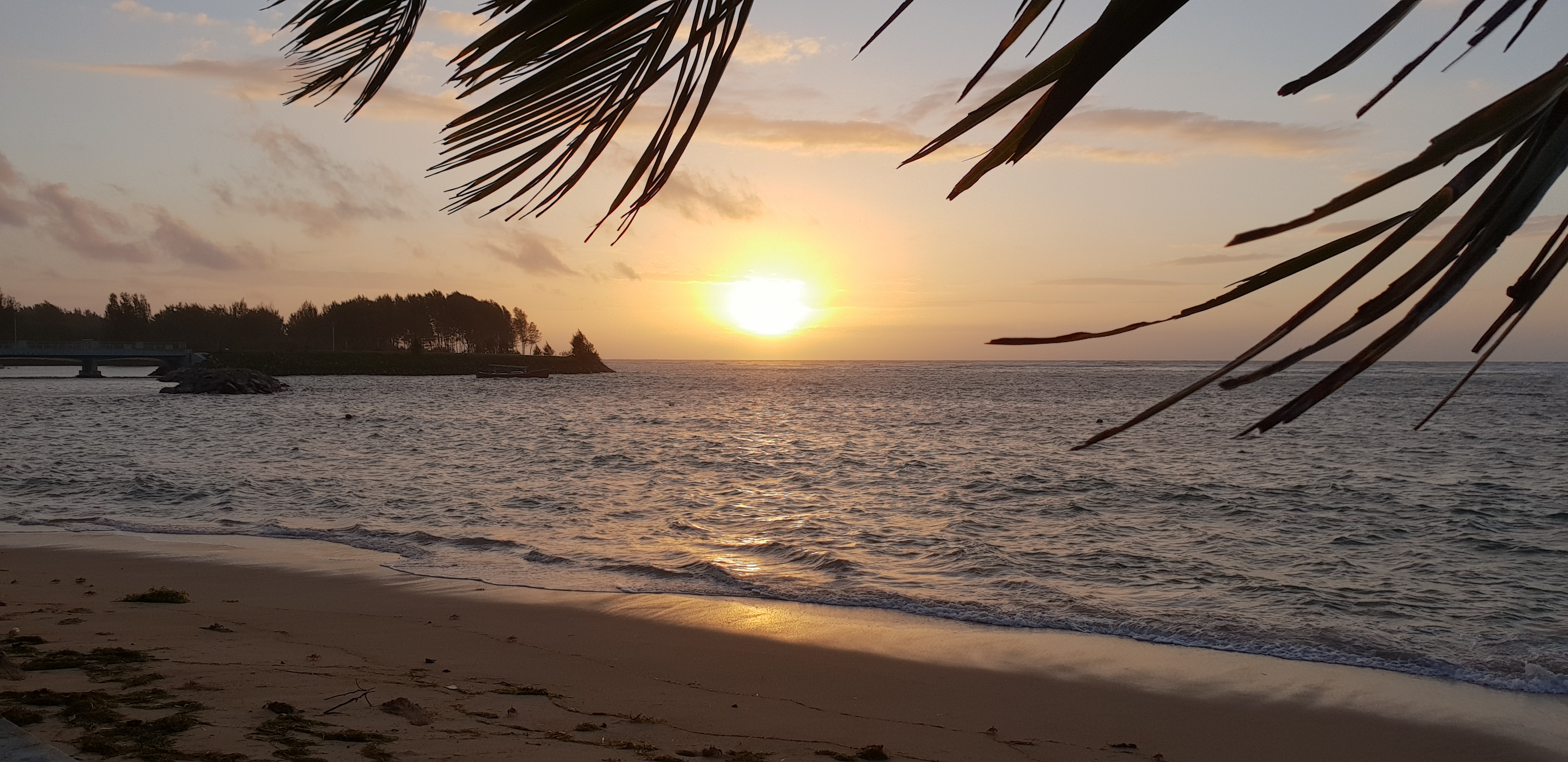
Wybrzeże Anse aux Pins

Seszelski Narodowy Urząd Statystyczny (National Bureau of Statistics Seychelles) szacuje, że w 2024 dystrykt zamieszkiwało 4743 osób.

## Transport
W regionie istnieje międzymiastowy transport autobusowy. Głównym punktem przesiadkowym jest dworzec autobusowy Anse aux Pins, który 2018 przeszedł modernizację, stając się dostępnym dla osób z niepełnosprawnością ruchową.
Południowa część międzynarodowego Portu Lotniczego Mahé oraz leżąca na jego terenie baza wojskowa znajdują się na terenie dystryktu.

## Edukacja
W dystrykcie znajdują się publiczny żłobek oraz szkoła podstawowa.